# Repentless
Repentless (с англ. — «Нераскаявшийся») — двенадцатый и последний студийный альбом американской трэш-метал-группы Slayer, выпущённый 11 сентября 2015 года. Это первый и единственный альбом группы, в котором участвует гитарист Exodus Гэри Холт, заменивший умершего в 2013 году бывшего гитариста Джеффа Ханнемана, и первый, выпущенный на лейбле Nuclear Blast. Также в записи альбома принял участие Пол Бостаф, который ушёл из группы в 2001 году после записи God Hates Us All.

## Создание
В 2011 году, после записи альбома World Painted Blood, бывший ударник группы Дэйв Ломбардо на вопрос о готовности нового материала ответил, что альбом ещё не записывался и находится лишь в планах. В том же году Джеффа Ханнемана госпитализировали с некротическим фасциитом, вызванным укусом паука во время принятия ванны, в связи с чем вокалист Slayer Том Арайа сказал, что запись нового альбома отложена до его выздоровления.

### Уход Ломбардо
20 февраля 2013 года было объявлено, что Дэйв Ломбардо не будет принимать участие в австралийском туре группы из-за проблем с контрактом, и на момент его отсутствия к ним присоединится бывший ударник группы Джон Детте. Позже Керри Кинг в интервью подтвердил, что Ханнеман и Ломбардо ещё не вернулись в группу (Ханнеман по причине болезни). Окончательно Ломбардо заменил Пол Бостаф, который играл в группе с 1992 по 2001 годы.

### Смерть Ханнемана
3 мая 2013 года от печёночной недостаточности умер основатель группы Джефф Ханнеман, игравший в группе с момента её создания. Причиной смерти стал некротический фасциит, который был вызван укусом паука и злоупотреблением алкоголя. Данное происшествие стало шоком для группы: Том Арайа, вокалист Slayer, высказал предположение, что из-за смерти Ханнемана группа может «начать всё сначала». В марте 2015 года Арайа заявил, что группа записала песню, посвящённую смерти бывшего гитариста, и она войдёт в трек-лист нового альбома.

## Запись
Процесс записи альбома начался в ноябре 2011 года и был анонсирован Ломбардо в своём твиттере.. Позже Керри Кинг сказал, что он и Дэйв уже начали записывать песни и уже записали три песни, вдобавок к трём взятым с прошлой записи. Изначально предполагалось, что альбом выйдет летом 2012 года, однако этого не произошло. Тогда дату выпуска альбома сместили на 2013 год, но эта идея также провалилась.
Летом 2012 года Кинг также отметил, что группа уже записала две песни и они могли выйти как мини-альбом, но эта идея была отвергнута. Гитарист также объявил названия песен, это были «Chasing Death» и «Implode». Том Арайа позже отметил, что группа вернётся к записи альбома после завершения выступлений на Mayhem Festival, который заканчивался в августе того же года. Поскольку записанные песни нуждались в миксинге, в конце августа 2012 года группа объявила, что смогла «украсть Грега Фидельмана из Metallica» для дальнейшей работы над альбомом. К тому моменту у группы уже было записано две песни без вокальных и гитарных партий, а также шесть демозаписей. Вдобавок, Керри заявил, что группа запишет ещё три демо.
В феврале 2013 года Кинг в интервью Эдди Транку рассказал, что пока Ханнеман до сих пор не приступил к записи альбома, а группа ждала, пока лейбл решит проблемы перед записью. Он отметил, что они с Ломбардо успели написать восемь песен. Также он отметил, что Ханнеман пока ещё не ушёл из группы и будет работать над альбомом. Однако следующее высказывание Тома Арайи противоречит Кингу и утверждает, что гитарист уже приступал к работе над записью. После смерти Ханнемана он также заявил, что Джефф успел написать и отправить ему немного материала, который может быть включён в альбом.
После смерти гитариста Кинг долгое время сомневался, кто будет исполнять гитарную партию в альбоме. Он рассчитывал на то, что если работа над альбомом завершится в июне, то его можно будет выпустить в сентябре или октябре 2013 года. Также Холт спросил Кинга, будет ли он принимать участие в записи, на что получил ответ, что он может сыграть несколько соло-партий, но большая часть будет записана Кингом. Позже он подтвердил свои слова, но сказал, что Холт пока не будет принимать участия в создании материала, так как «фанаты пока не готовы к этому».
По словам Холта, запись альбома началась в конце 2013 года. Позже Кинг сказал, что запись должна начаться в январе 2014 года. Также он отметил, что они вместе с Полом Бостафом уже успели записать 11 демо и поработать над остальными треками, к семи из которых уже готовы слова. 24 апреля 2014 года Slayer выпустили песню «Implode» доступной для бесплатного скачивания. В тот же день они подписали контракт с Nuclear Blast и объявили, что альбом должен выйти в начале 2015 года.

## Музыка и тексты
В одном из интервью Керри Кинг описывает песню «Chasing Death» (рус. В погоне за смертью) как песню о борьбе с алкоголизмом:

Она о людях, которые пьют слишком много. Они уже не могут помочь себе, и они гонятся за смертью.
Оригинальный текст (англ.)It's like people who drink too much. They don't help themselves out so they're chasing death.
— ARTISTdirect
Также он сказал, что в песне «Implode» поётся о конце света.
Том Арайа в интервью Loudwire разъяснил, что группа имеет две песни, записанные Джеффом Ханнеманом перед своей смертью, одна из которых взята из записи альбома World Painted Blood. Также он сказал, что у него есть планы по поводу включения в альбом персональных записей Ханнемана в той или иной форме. Одна из песен, на которую Кинг обратил внимание в интервью, называется «Piano Wire» и является незаконченной записью Джеффа из прошлого альбома. Также Кинг заметил, что группа имеет ещё две песни в соавторстве с Ханнеманом, которые они раньше не выпускали.
18 апреля 2015 года группа выпускает новую песню под названием «When the Stillness Comes», в честь Дня музыкального магазина.

## Рецензии
| Совокупная оценка  | Совокупная оценка |
| Источник           | Оценка            |
| ------------------ | ----------------- |
| Metacritic         | 70/100            |
| Оценки критиков    |                   |
| Источник           | Оценка            |
| AllMusic           | [ 35 ]            |
| Billboard          | [ 36 ]            |
| Classic Rock       | [ 37 ]            |
| Exclaim!           | 7/10              |
| The Guardian       | [ 39 ]            |
| The New York Times | [ 40 ]            |
| Record Collector   | [ 41 ]            |
| Rolling Stone      | [ 42 ]            |
| Spin               | 6/10              |
| Uncut              | [ 34 ]            |

Rolling Stone пишет, что песня «Implode» «играется в стиле классического Slayer», хотя тема текста была вполне ожидаемой. Алекс Янг из Consequences of Sound описывает песню как «колотящий штурм металла» (англ. pummeling assault of metal music). В январе 2015 года Loudwire включил альбом в «список самых ожидаемых альбомов рока и металла 2015 года» (англ. 30 Most Anticipated Rock + Metal Albums of 2015), куда также вошли альбомы Tool, Metallica, Iron Maiden, Marilyn Manson, Black Sabbath и других исполнителей.

## Список композиций
| №                   | Название                   | Музыка              | Перевод названия            | Длительность |
| ------------------- | -------------------------- | ------------------- | --------------------------- | ------------ |
| 1.                  | «Delusions of Saviour»     | Керри Кинг          | «Заблуждение о Спасителе»   | 1:55         |
| 2.                  | «Repentless»               | Кинг                | «Нераскаявшийся»            | 3:19         |
| 3.                  | «Take Control»             | Кинг                | «Взять под контроль»        | 3:14         |
| 4.                  | «Vices»                    | Кинг                | «Пороки»                    | 3:32         |
| 5.                  | «Cast the First Stone»     | Кинг                | «Брось камень первым»       | 3:43         |
| 6.                  | «When the Stillness Comes» | Кинг                | «Когда наступает тишина...» | 4:21         |
| 7.                  | «Chasing Death»            | Кинг                | «Преследуя смерть»          | 3:45         |
| 8.                  | «Implode»                  | Кинг                | «Взрыв»                     | 3:49         |
| 9.                  | «Piano Wire»               | Джефф Ханнеман      | «Струны пианино»            | 2:49         |
| 10.                 | «Atrocity Vendor»          | Кинг, Том Арайа     | «Торговец зверствами»       | 2:55         |
| 11.                 | «You Against You»          | Кинг                | «Ты против тебя»            | 4:21         |
| 12.                 | «Pride in Prejudice»       | Кинг                | «Гордость за предрассудки»  | 4:14         |
| Общая длительность: | Общая длительность:        | Общая длительность: | Общая длительность:         | 41:57        |

## Чарты
| Чарт (2015)                         | Высшая позиция |
| ----------------------------------- | -------------- |
| Австралия (ARIA)                    | 3              |
| Австрия (Ö3 Austria)                | 6              |
| Бельгия/Фландрия (Ultratop)         | 4              |
| Бельгия/Валлония (Ultratop)         | 7              |
| Канада (Canadian Albums Chart)      | 3              |
| Дания (Hitlisten)                   | 9              |
| Нидерланды (Album Top 100)          | 2              |
| Финляндия (Suomen virallinen lista) | 3              |
| Франция (SNEP)                      | 7              |
| Германия (Offizielle Top 100)       | 1              |
| Ирландия (IRMA)                     | 15             |
| Италия (Classifica album)           | 8              |
| Япония (Oricon)                     | 10             |
| Новая Зеландия (RMNZ)               | 8              |
| Норвегия (VG-lista)                 | 6              |
| Польша (ZPAV)                       | 2              |
| Португалия (AFP)                    | 4              |
| Швеция (Sverigetopplistan)          | 5              |
| Швейцария (Schweizer Hitparade)     | 3              |
| Великобритания (UK Albums Chart)    | 11             |
| США (Billboard 200)                 | 4              |

## Участники записи

### Slayer
- Том Арайа — вокал, бас-гитара
- Керри Кинг — гитара
- Пол Бостаф — ударные
- Гэри Холт — гитара[30]

### Продюсеры
- Грег Фидельман[1][25]
- Терри Дэйт